# Sterphus aurifrons
Sterphus aurifrons är en tvåvingeart som beskrevs av Shannon 1926. Sterphus aurifrons ingår i släktet Sterphus och familjen blomflugor. Inga underarter finns listade i Catalogue of Life.